# Akabli
Akabli (em árabe: أﻗﺒﻠﻰ) é uma comuna e cidade da Argélia na região de Adrar.